# Curator (tentoonstelling)

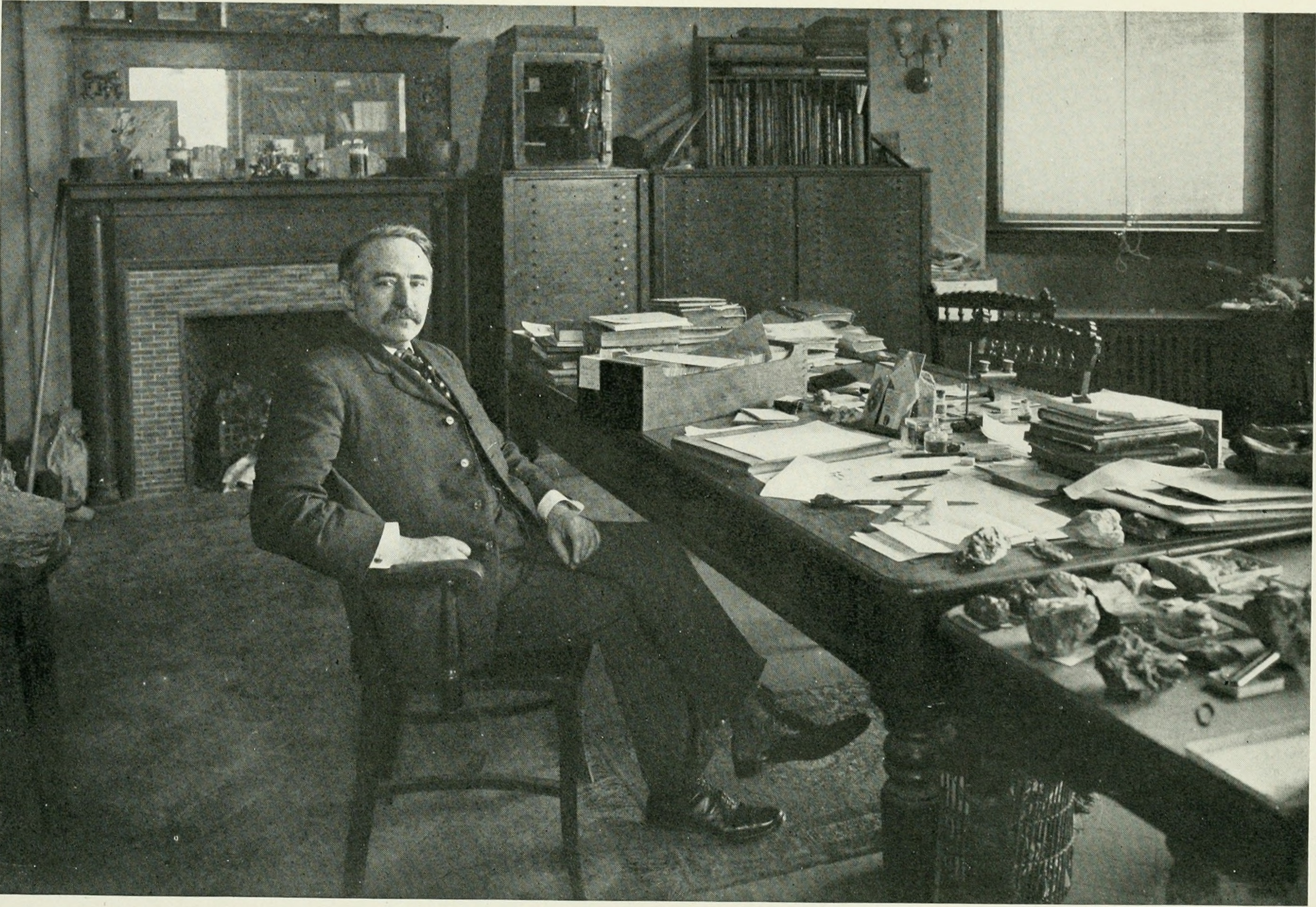
Curator

Een curator of curatrice van een tentoonstelling is degene die, in dienst van een museum of op projectbasis, een tentoonstelling organiseert en er de verantwoordelijkheid voor neemt. De term is overgenomen uit het Engels en wordt in de expositiewereld vaak als synoniem gebruikt voor 'tentoonstellingsmaker'. De functie van curator dient onderscheiden te worden van die van conservator, die een museale collectie beheert. Een conservator kan uiteraard ook zelf als curator optreden, hoewel deze rollen tegenwoordig steeds meer gescheiden worden.
De belangrijkste taak van een curator bestaat uit het bepalen van onder andere het tentoonstellingsconcept, de titel, de inrichting en de te tonen objecten (ook wel "betekenisvol kiezen" genoemd). De objecten die hij of zij laat zien kunnen afkomstig zijn van één bepaald museum, van meerdere musea, maar ook van particuliere bruikleengevers. 
In Amsterdam is een opleiding tot curator ondergebracht bij het kunstinstituut De Appel.

## Bekende curatoren
Tentoonstellingsmakers die optraden als curator van tentoonstellingen van hedendaagse kunst zijn bijvoorbeeld:
- Flor Bex, oprichter M HKA
- Arnold Bode, oprichter documenta
- Saskia Bos, Rietveldpaviljoen Biënnale van Venetië (2009)
- Jan Debbaut, Biënnale van Venetië
- Rudi Fuchs, documenta 7 (1982)
- Jan Hoet, documenta IX (1992)
- Walter Hopps, Biënnale van Venetië: Amerikaanse inzending (1972)
- Kasper König, Westkunst (1981), Von hier aus – Zwei Monate neue deutsche Kunst in Düsseldorf (1984)
- Carla Stellweg, onder andere Expo 67, Wereldtentoonstelling 1968, paviljoen van Mexico
- Harald Szeemann, Biënnale van Venetië (1980, 1999, 2001), Der Hang zum Gesamtkunstwerk (1983)